# Исидора Грађанин
Исидора Грађанин (Београд, 3. фебруар, 1996) српска је глумица. Глуму је дипломирала на Факултету драмских уметности у Београду, у класи Срђана Карановића.

## Улоге

### Филмографија
| Год.       | Назив                         | Улога                      | Напомена                |
| ---------- | ----------------------------- | -------------------------- | ----------------------- |
| 2010-е     |                               |                            |                         |
| 2017.      | Врати се Зоне                 | Софка                      |                         |
| 2018.      | Истине и лажи                 | Нађа                       | ТВ серија, 4 еп.        |
| 2018.      | Комшије                       | библиотекарка Андријана    | ТВ серија, 16 еп.       |
| 2018.      | Јужни ветар                   | Христова љубавница         |                         |
| 2018.      | Јутро ће променити све        | Марина Сиса                | ТВ серија, 1 еп.        |
| 2018.      | Ургентни центар               | Лидија Вукић               | ТВ серија, 4 еп.        |
| 2018—2023. | Убице мог оца                 | Тања                       | ТВ серија, 17 еп.       |
| 2019.      | Синђелићи                     | Лидија                     | ТВ серија, 2 еп.        |
| 2019.      | Моја генерација Z             | Деана                      | ТВ серија, 20 еп.       |
| 2019.      | Анђела                        | —                          |                         |
| 2019—2020. | Црвени месец                  | Катарина Милорадовић       | ТВ серија               |
| 2019—2022. | Јунаци нашег доба             | Александра Сашка Чичановић | ТВ серија, главна улога |
| 2020-е     |                               |                            |                         |
| 2020.      | Јужни ветар                   | Христова љубавница         | ТВ серија, 1 еп.        |
| 2021.      | Не играј на Енглезе           | Сузана                     |                         |
| 2021—2023. | Калкански кругови             | девојка                    | ТВ серија, 6 еп.        |
| 2021—2023. | Бележница професора Мишковића | Анђелка, преводилац        | ТВ серија, 5 еп.        |
| 2022.      | Чудне љубави                  | Цеца                       | мини-серија, 2 еп.      |
| 2022.      | Кључ                          | Марија                     |                         |
| 2023.      | Лако је Ралету                | конобарица Анђела          | ТВ серија               |
| 2024.      | Залив                         |                            |                         |

### Спотови
- Алиса — Благо оном ко те не сања (2020)[1]